# NG3
Le NG3 erano un girl group svedese attivo fra il 2002 e il 2005 e formato da Linda Karlsson, Andrea Quinteros e Malin Olsson.

## Carriera
Le NG3 hanno firmato un contratto discografica in Germania con la Bonnier Music e hanno pubblicato il loro singolo di debutto Tell Me alla fine del 2002, che ha scalato la classifica svedese fino a raggiungere la 17ª posizione, e che ha anticipato l'album As Nasty as We Wanna Be. Il gruppo ha ottenuto successo internazionale l'anno successivo con il loro secondo singolo, The Anthem, con il quale hanno conquistato il 2º posto nella classifica svedese, il 9º in quella norvegese e il 47º nelle Offizielle Deutsche Charts tedesche. Il singolo è stato certificato disco d'oro in Norvegia con oltre 5 000 copie vendute a livello nazionale, ed è risultato il venticinquesimo più venduto dell'anno in Svezia. Dall'album, per promuovere il quale le ragazze hanno intrapreso una tournée fra Svezia, Norvegia e Finlandia, è stato estratto un terzo singolo, Holler, che si è fermato alla 17ª posizione della classifica svedese. Il gruppo si è sciolto nel 2005.

## Discografia

### Album in studio
- 2002 – As Nasty as We Wanna Be

### Singoli
- 2002 – Tell Me
- 2003 – The Anthem
- 2003 – Holler

#### Come artiste ospite
- 2003 – Ooops Up! (Snap! feat. NG3)